# Íñigo López Coronel
Íñigo López Coronel (Segovia, S.XV-Osuna, 1522) Regidor, hacendista y financiero converso, hijo menor del rabino Abraham Senior.

## Biografía
Aunque era el hijo menor de Abraham Senior, se convirtió al cristianismo antes de 1492, antes de que lo hiciera su padre, razón por la cual se podría explicar la diferencia de apellido entre él y su padre y hermanos.
En 1476 ya era titular de una notable propiedad en el canal de Segovia y de otras dadas a censo. En los 1490's sus actividades económicas aumentaron, junto con su patrimonio, a raíz de la defunción de su padre, manejando con Juan Pérez Coronel, un tercio del capital y de la actividad de la sociedad Fernán Núñez Coronel, destacando desde entonces en el alquiler de propiedades en Segovia, aunque la sociedad afrontó problemas internos y se mermaron sus beneficios. 
En 1499, 1501 y 1502 adquirió diversas propiedades en los alrededores de Segovia, obteniendo pequeños beneficios y por lo menos desde 1512, fue fiador en la compañía de Francisco Fernández Coronel para la recaudación de rentas ordinarias. Sus bienes en Segovia también se incrementaron notablemente, comprando varias casas anexas a su domicilio en el canal, a cambio de un censo perpetuo que abonaba a los dominicos de Santa Cruz. Así, Joseph Pérez lo considera uno de los mayores propietarios de inmuebles de Castilla.
En el 1506 fue regidor de Segovia junto con su cuñado Fernán Núñez Coronel, puestos cedidos por Andrés Cabrera y que se hizo hereditario, aunque en ese mismo año se fue a Flandes, como sirviente del entonces príncipe Carlos. 

## Los comuneros y los Coroneles
En 1519 casó a su hija, María Coronel con el hidalgo de Atienza, Juan Bravo, otorgando en la dote la mitad de los derechos de recaudación sobre el servicio y montazgo. En 1520 se vio envuelto en la Guerra de las Comunidades de Castilla, siendo uno de los principales abanderados locales de la rebelión. Como experto fiscal, redactó un informe para la Santa Junta sobre la situación del erario castellano. En enero de 1521, el cardenal de Tortosa escribió a Carlos I, informándole de que el biografiado habría difundido rumores en Valladolid acerca de que el rey y emperador no quería regresar a Castilla. Adriano de Utrecht planteó a Carlos I que “siempre que algunos deudos o amigos deste Yñigo López le dieren algunas cartas, se las detenga y se vean allá para que se sepa la verdat dello”. 
Por su participación en la rebelión, fue desterrado a Osuna, donde falleció entre marzo y abril del 1522 despojado de bienes y del cargo de regidor, dejando a su mujer y dos hijas en Segovia en donde su escudo fue repicado por Carlos I en julio del mismo año.